# Iglesia de Santiago Apóstol (Turégano)
La iglesia de Santiago Apóstol es un inmueble de la localidad española de Turégano, en la provincia de Segovia. Cuenta con el estatus de bien de interés cultural.

## Historia
La iglesia, construida en origen en estilo románico, ha sufrido diversas reformas a lo largo de su historia. Aparece mencionada en el decimoquinto volumen del Diccionario geográfico-estadístico-histórico de España y sus posesiones de Ultramar de Pascual Madoz, en la entrada correspondiente a Turégano, de la siguiente manera: «una igl. parr. (Santiago Apóstol) con curato de segundo asenso y de provision ordinaria, á que se ha agregado últimamente la de San Miguel».
Su imagen actual presenta una mezcla de distintas épocas y estilos constructivos. Testigos de estas épocas son el ábside románico, el arco triunfal apuntado gótico del presbiterio, el cuerpo de la capilla barroca en la cabecera de la iglesia a la derecha del altar mayor y la torre, rematada asimismo en estilo barroco. En el siglo XX, se cortó la capilla barroca ubicada a la derecha del altar mayor para facilitar la circulación y se demolió la capilla del lado de la Epístola, la sacristía vieja, para dejar exento el ábside, descubriéndose canecillos y capiteles de los huecos.
Tras la restauración llevada a cabo en 2002 del ábside románico y del retablo barroco, se recuperó un conjunto escultórico monumental románico de principios del siglo XIII con su policromía original, se trata de un retablo pétreo románico constituido por una pareja de relieves historiados, que entre columnas acodilladas, flanqueaban la ventana central del ábside, que permanecía oculto tras el retablo barroco.
Desde octubre de 2023, está protegida como bien de interés cultural con la categoría de monumento.

## Descripción

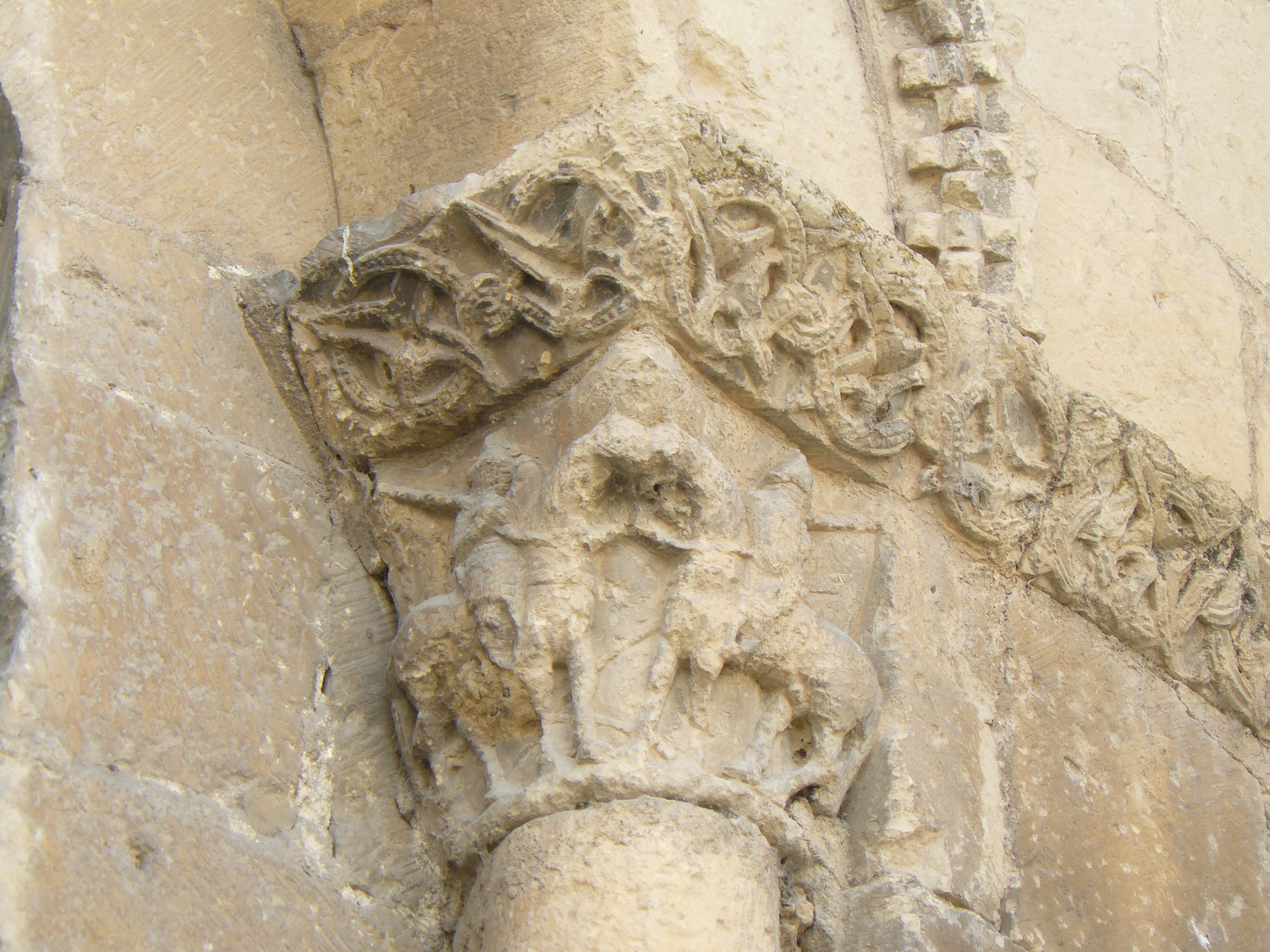
Detalle de un capitel

El templo está formado por una nave central y otra lateral, con torre a los pies, capilla ábside y dos sacristías. La nave central más alta, presenta cuatro tramos separados por arcos fajones de medio punto y cubierta por bóveda de medio cañón con lunetos. Los arcos se encuentran apoyados en semipilares adosados con imposta moldurada, mientras que, en el resto de la nave, la imposta es plana y sencilla. Separada de la nave central mediante arcos formeros de medio punto se dispone la nave lateral, cubierta por medio de bóvedas de arista muy bajas. En el muro sur de la nave central, enfrentados a los muros formeros anteriormente descritos, se abren otros de similares características destinados a alojar altares secundarios. La cabecera está formada por el ábside medieval donde se ubicaba el altar mayor y dos cuerpos laterales destinados a sacristía y a almacén. A los pies de la nave se ubica el coro, flanqueado por dos cuerpos adosados que se corresponden con la escalera por la que se accede al coro y a la torre.

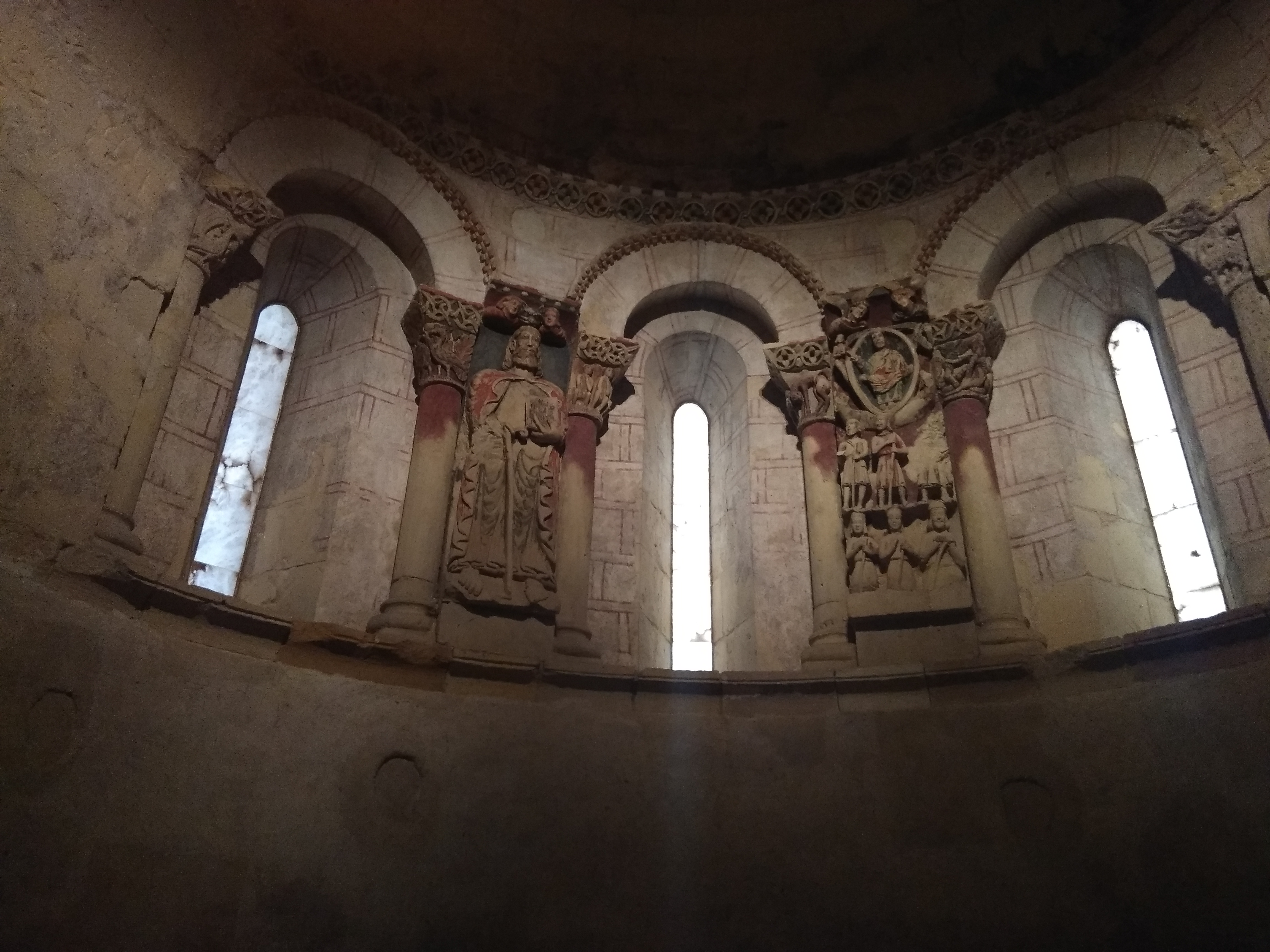
Ábside por el interior

Al exterior la iglesia presenta una imagen sobria, con fábrica de mampostería pétrea y sillería en esquinas, jambas y dinteles, líneas de imposta, cornisas y contrafuertes. El cuerpo de la nave central más elevado se resuelve con potentes contrafuertes. La torre se remata con un cuerpo de campana separada del resto mediante cornisa moldurada en pecho de paloma. En él se abren dos huecos de campanas de arco de medio punto y se remata el conjunto mediante una cornisa modulada y cuatro pináculos de bola en las esquinas. En la fachada sur se abre una sencilla portada adintelada con un cuerpo superior con hornacina que aloja una figura ecuestre de Santiago Apóstol, coronada por un sencillo frontón triangular.